# Джеси
Джеси (на английски Jessie) е американски ситком, излъчен за първи път през септември 2011 по Дисни Ченъл. Главната героиня Джеси Прескот е от малък град в Тексас и отива в големия град Ню Йорк да работи като бавачка на децата на богатото семейство Рос и гущера им госпожа Киплинг.

## Излъчване
| Сезон | Сезон | Епизоди | Начало на сезона  | Край на сезона    |
| ----- | ----- | ------- | ----------------- | ----------------- |
|       | 1     | 26      | 30 септември 2011 | 7 септември 2012  |
|       | 2     | 26      | 5 октомври 2012   | 13 септември 2013 |
|       | 3     | 26      | 5 октомври 2013   | 28 ноември 2014   |
|       | 4     | 20      | 9 януари 2015     | 16 октомври 2015  |

## Актьорски състав

### Главни герои
- Деби Райън – Джеси Прескот
- Пейтън Лист – Ема Рос
- Камерън Бойс – Люк Рос
- Каран Брар – Рави Рос
- Скай Джаксън – Зури Рос
- Кевин Чембърлин – Бъртрам

### Второстепени герои
- Крис Галия – Тони Гарсия
- Керълайн Хенеси – Рода Честърфийлд
- Кристина Мур – Кристина Рос
- Чарлс Истен – Морган Рос
- Джей Джей Туут – Стюарт Уутън
- Джоуи Рихтер – Офицер Пити
- Кели Гулд – Роузи
- Дженифър Вийл – Нани Агата
- Сиера Маккорник – Кони Томпсън
- Ломбардо Бойар – Буумър
- Пиърсън Фуд – Брокс Уентуърт

## В България
В България сериалът е излъчен премиерно на 10 март 2012 г. по Disney Channel. Втори сезон започна на 9 март 2013 г. Трети сезон започна предпремиерно на 1 февруари 2014 г., а официалната му премиера на 2 март 2014 г. Финалът на четвъртия сезон и на сериала е на 16 май 2016 г. Дублажът на първите три сезона е на Доли Медия Студио. Дублажът на четвърти е на Александра Аудио.
| Роля          | Изпълнител                                                                         |
| ------------- | ---------------------------------------------------------------------------------- |
| Джеси         | Милица Гладнишка (сезони 1–3) Симона Нанова (сезон 4)                              |
| Ема           | Царина Юхновска                                                                    |
| Люк           | Васил Пейков                                                                       |
| Рави          | Майкъл Зарков                                                                      |
| Зури          | Малена Шишкова                                                                     |
| Бъртрам       | Петър Върбанов                                                                     |
| Тони          | Иван Петков (от 1-ви до средата на 3-ти) Иван Велчев (от средата на 3-ти и в 4-ти) |
| Други гласове | Мина Костова Татяна Етимова Цветослава Симеонова Живко Джуранов Михаил Пейков      |